# Псеће године
Псеће године је роман немачког нобеловца Гинтера Граса оригинално објављен 1965. године. Роман је део Данциг трилогије и њен је последњи део. Књига се састоји од три различита хронолошка дела, од 1920их до 1950их, а главни ликови су Валтер Матерн и Едуард Амзел.

## Синопсис
Валтер Матерн и Едуард Амзел су пријатељи. Едуард је полу Јевреј и у доби од пет година је мајстор у прављењу страшила. Наратор у првој књизи, власник рудника Бруксел, говори о пријатељству између Валтера и Едуарда током њиховог детињства у области ушћа Висле које је представљало немачко-пољску границу (у међуратном периоду Слободан град Данциг), насељеној менонитима, католицима и протестантима. Едуард води дневник који испуњава цртежима о идејама за страшила. Историја ове земље исказана је окрутним сликама ужаса и насиља из прошлости који одјекују садашњошћу која постаје Хитлерова Немачка.
Причу у другој књизи прича Хари Либенау и она се састоји од његових писама упућених његовој рођаки Тули. Овај део романа збива се у периоду Другог светског рата, када Амзел сакупља огроман број униформа Штурмабтајлунга и облачи своја страшила у исте. Он такође убеђује свог друга из детињства Валтера да постане члан Штурмабтајлунга како би му помогао да добије униформе. Али, пошто је пометња у земљи достигла свој максимум у том тренутку, неизбежно је да ће ова два пријатеља завршити у сукобу. У једном тренутку Валтер осуђује Амзела што је Јевреј, удара га у лице и избија му све зубе.
Последњи део књиге прича Валтер, а радња је смештена у доби након што он упознаје новог пријатеља Принца. Њих двојица крећу на пут у послератној Западној Немачкој, где систематски нападају бивше нацисте који се сада представљају као угледни званичници широм земље.